# Third Watch
Third Watch (Turno de guardia en España, Emergencias Urbanas en Hispanoamérica) es una serie de televisión dramática que empezó a emitirse en Estados Unidos el 23 de septiembre de 1999. La serie consta de 6 temporadas de 22 episodios cada uno y con un total de 132, el último de los cuales se emitió el 6 de mayo de 2005.
Filmada en la ciudad de Nueva York y con un reparto coral, la serie trata la vida de un grupo de bomberos, paramédicos y policías del ficticio distrito 55. Todos trabajando durante el turno de 15:00h a 23:00 - el Third Watch o Turno de guardia.
Tanto el parque de bomberos como la comisaría se emplazan entre King Blvd and Arthur St., por ello se refieren a ambos emplazamientos como "Camelot". Los exteriores de ambos edificios están rodados en Long Island City, Queens. 
Lo más novedoso de la serie fue cómo conviven en el mismo espacio tres cuerpos de emergencia de New York y cómo la serie te da una visión real de cada uno de ellos y de la gente que los conforman gracias a los movimientos de cámara, muchas veces desde el punto de vista de sus protagonistas.
La serie está compuesta por capítulos con argumento cerrado, alternados con tramas continuas, algunas de las cuales abarcaban varias temporadas. Además hay capítulos donde el argumento gira alrededor de un único personaje, siendo ellos el protagonista absoluto del episodio. De esta manera conoces en un único episodio la personalidad de cada personaje. Este recurso lo llevaron a cabo años más tarde los guionistas de Lost.
Fue creada, producida y escrita por John Wells y Edward Allen Bernero. 
El tema musical de la serie era "Keep Hope Alive", de The Crystal Method.

## Premisa
La serie sigue el día a día de un grupo de oficiales de policía, bomberos, y paramédicos en la comisaría ficticia número 55 y la estación de bomberos número 57 que están de guardia entre las 15:00 y las 23:00, el llamado «turno de guardia». 
Third Watch tuvo éxito al presentar las tres ramas de los servicios de emergencia de Nueva York en la misma serie, reviviendo un intento fallido de hacer lo mismo en el año 1990 en la serie de una sola temporada H.E.L.P.
Mientras que Third Watch fue alabada por su emocional y honesto retrato de los eventos que rodearon al 9/11, también fue criticada en algunos círculos por la extremada violencia y su lenguaje vulgar. Aunque las verdaderas críticas que se tomaban en cuenta eran las de los policías, bomberos y paramédicos reales de la ciudad de Nueva York. Todos ellos coincidían en que la serie recrea fielmente el día a día de sus trabajos y la complicación de lidiar con sus problemas cotidianos personales y los problemas del pueblo neoyorquino.
La serie fue creada, producida y escrita por John Wells y Edward Allen Bernero. El tema para la serie fue «Keep Hope Alive» del grupo The Crystal Method, excepto para el piloto donde en su escena inicial sonaba el tema de Fatboy Slim «Right Here Right Now».
Third Watch no fue renovada por la NBC en la primavera de 2005, haciendo de la sexta temporada su última. El episodio final, Goodbye to Camelot, fue emitido en los EE. UU. el viernes 6 de mayo de 2005. 
Bergen Record, New York Times y otros periódicos consideraron que la serie fue cancelada muy pronto.[cita requerida]

## Concepción
El cocreador John Wells quería hacer una serie sobre paramédicos antes de que empezara Third Watch, pero pensó que no tenía suficiente material como para hacerla. Ed Bernero, un expolicía de Chicago, quería hacer una serie dramática de policías basada en parte en su experiencia. Los dos trabajaron juntos en el corto programa en vivo Trinity, y después de su cancelación Wells propuso a Bernero crear con él una serie. Third Watch era una combinación de la serie de paramédicos de Wells y la serie de policías de Bernero.
En principio, la serie iba a ser exclusivamente sobre policías y paramédicos, pero el bombero Jimmy Doherty fue añadido a la serie después de que el actor Eddie Cibrian audicionara para el papel de oficial de policía Maurice «Bosco» Boscorelli. Eddie Cibrian perdió el papel, pero impresionó tanto a los productores que decidieron inventar un nuevo personaje para él. Bernero dijo, «Bueno, no tenemos bomberos», y la trama de los bomberos fue añadida a la serie para que se trataran las tres ramas de emergencia.
En la serie, gran parte de los bomberos "secundarios" que acompañan a Doherty y Palermo son bomberos reales. Uno de ellos está casado con Molly Price que interpreta a la policía Faith Yokas.

## Episodios
La serie la componen seis temporadas, con un total de 132 episodios producidos y emitidos desde el 23 de septiembre de 1999 hasta el 6 de mayo de 2005.
En la serie no se recreó el 11 de septiembre de 2001, sino que fue un episodio especial en el que parte del elenco y policías, bomberos y paramédicos reales contaba su experiencia, entre ellos los bomberos en papeles secundarios que aparecen en la serie, ya que en la vida real pertenecen al FDNY.

## Reparto
El reparto original y las parejas de patrulla de la primera temporada de la serie eran:
- Policías NYPD

Coby Bell y Skipp Sudduth (Ty Davis y Sully)

Molly Price  y Jason Wiles (Yokas y Bosco)
- Bomberos FDNY

Eddie Cibrian (Jimmy Doherty)
- Paramédicos FDNY

Michael Beach y Anthony Ruivivar (Doc y Carlos)

Bobby Cannavale y Kim Raver (Bobby y Kim)
Altas y bajas

En 2000, Amy Carlson fue añadida al reparto como la paramédica/bombera Alex Taylor. 

En 2001, el personaje regular de Bobby Cannavale dejó la serie por voluntad propia después de pedir a los escritores que eliminaran su personaje debido a lagunas existentes en su personaje.

Al comienzo de la temporada 3, Chris Bauer fue añadido a los créditos iniciales como Fred Yokas siendo un actor recurrente antes. 

Tia Texada —Maritza Cruz— se convirtió en recurrente, y luego, un miembro más del reparto, en 2002. Carlson dejó la serie en 2003.

Más tarde, ese año, Nia Long fue introducida como la policía Sasha Monroe —su rango fue cambiado en la temporada seis en uno de los giros de guion más sorprendentes de la serie. 

Yvonne Jung se convirtió en recurrente también en 2003 aunque ya fue una estrella invitada en el episodio de la temporada tres Act Brave como abogada de Kim en la pelea por la custodia de Jimmy. 

También en 2003, Bonnie Dennison se añadió como Emily Yokas, que antes había sido recurrente.

En 2004, después de celebrar el 100.º episodio, Eddie Cibrian y Michael Beach dejaron la serie. Con la desaparición de la serie de Cibrian sería la primera vez que un personaje principal de la serie se va por voluntad propia en lugar de perder la vida. 

La regular en la serie Molly Price —Faith Yokas— hizo algunas apariciones en la quinta temporada porque Price estaba embarazada durante esa temporada. Los escritores de Third Watch justificaron su ausencia porque resultó herida en un tiroteo, y trata de recuperarse en casa. En las pocas escenas en las que aparece Price, su barriga fue escondida bajo mantas mientras estaba tumbada en la cama.

Cara Buono se unió al reparto como la paramédica Grace Foster al final de la quinta temporada en el 2004.

Kim Raver —Kim Zambrano— decidió dejar la serie después de que se estrenase la sexta temporada y convertirse en regular en 24. 

Josh Stewart fue introducido como un personaje principal en la sexta temporada como el oficial Brendan Finney. 

Después de varios meses de ausencia, Dennison reclamó el papel de Emily Yokas para la temporada final, mientras que Chris Bauer dejó la serie para pasar a trabajar en una nueva serie llamada Tilt, en el que casualmente coincidiría con su compañero de reparto de Third Watch, Eddie Cibrian, aunque ambos hicieron apariciones esporádicas en la temporada seis. 

Beach, Cibrian y Raver se volvieron a unir al reparto en el último episodio de la serie, Goodbye to Camelot.

### Reparto principal
| Actor            | Personaje                                       | Temporadas como reparto principal | Episodios |
| ---------------- | ----------------------------------------------- | --------------------------------- | --------- |
| Jason Wiles      | NYPD Oficial Maurice "Bosco" Boscorelli         | 1–6                               | 1–132     |
| Tia Texada       | NYPD Sargento Maritza Cruz                      | 4–6                               | 80–132    |
| Coby Bell        | NYPD Oficial Tyrone "Ty" Davis, Jr.             | 1–6                               | 1–132     |
| Skipp Sudduth    | NYPD Oficial John 'Sully' Sullivan              | 1–6                               | 1–132     |
| Anthony Ruivivar | FDNY Paramédico Carlos Nieto                    | 1–6                               | 1–132     |
| Eddie Cibrian    | FDNY Bombero/Teniente James "Jimmy" Doherty     | 1–5                               | 1–101     |
| Bobby Cannavale  | FDNY Paramedic Roberto "Bobby" Caffey           | 1–2                               | 1–38      |
| Molly Price      | NYPD Oficial/Teniente Faith Yokas               | 1–6                               | 1–132     |
| Kim Raver        | FDNY Paramédica Kimberly "Kim" Zambrano         | 1–5                               | 1–111     |
| Michael Beach    | FDNY Paramédico Monte "Doc" Parker              | 1–5                               | 1–103     |
| Amy Carlson      | FDNY Paramédica/bombera Alexandra "Alex" Taylor | 2–4                               | 32–88     |
| Nia Long         | NYPD Oficial/IAB Detective Sasha Monroe         | 5–6                               | 89–132    |
| Cara Buono       | FDNY Paramedica Grace Foster                    | 6                                 | 111–132   |
| Josh Stewart     | NYPD Oficial Brendan Finney                     | 6                                 | 113–132   |
| Bonnie Dennison  | Emily Yokas1                                    | 5–6                               | 89–132    |
| Chris Bauer      | Frederick "Fred" Yokas2                         | 3–5                               | 45–110    |

1 La hija mayor de los Yokas fue interpretada por P.J. Morrison en las temporadas 1-3 como recurrente. Dennison retomó el papel en la temporada cuatro y recibió tratamiento de principal en las dos temporadas finales en los episodios en los que apareció.
2 Fred Yokas apareció como recurrente en las dos primeras temporadas de la serie. En las temporadas 3-5, Bauer recibió tratamiento de estrella en los episodios en los que apareció. En la temporada final, volvió a ser recurrente. 

### Descripción de personajes
- John Sullivan, «Sully» (Skipp Sudduth).

Temporadas: 1 a 6
Es un policía de la vieja guardia y el más veterano del grupo. En los viejos tiempos era el compañero del padre de Ty Davis. Siempre de mal humor, demasiado acostumbrado a ver la diferencia entre ser policía y vivir como policía el día a día, todavía mantiene algunos de los ideales de su juventud e intenta "«arreglar los problemas de la gente» en lugar de sumergirse en la burocracia.
Su vida personal sufre varios cambios, debidos a su implicación en el trabajo y con el intento de arreglar la vida de las personas en vez de la suya.
- Tyrone Davies Jr, «Ty» (Coby Bell).

Temporadas: 1 a 6
Es el novato compañero de Sully. Su padre fue asesinado en el cumplimiento del deber cuando todavía era un adolescente. Este hecho marcará la personalidad de "Ty" como policía y se mostrará como un incansable en la lucha contra el crimen y la corrupción. Aunque de pensamiento poco flexible, su compañero Sully poco a poco irá enseñándole a ser un buen policía.
- Maurice Boscorelli, «Bosco»  (Jason Wiles).

Temporadas: 1 a 6
Policía rebelde, siempre se mete en problemas. Durante las primeras temporadas, siempre acompaña a Yokas, hasta que se destina en la Unidad Anti-Crimen a cargo de la Sargento Cruz. 
- Faith Yokas (Molly Price).

Temporadas: 1 a 6.
Compañera y fiel amiga de Bosco. Intenta hacer malabares entre su vida familiar y profesional, pasando por situaciones complicadas.
- Monte Parker, «Doc» (Michael Beach).

Temporada: 1 a 5*
Es el paramédico más experimentado, compañero de Carlos en las primeras temporadas, alterna con Kim y finalmente es ascendido a supervisor de los paramédicos. Todavía dolido por la muerte de su esposa pocos años atrás, aunque todavía no ha cumplido los cuarenta, se resiste a tener relaciones con otra mujer. Dejó la serie tras su capítulo 100, en el episodio 15 de la 5 temporada "Ya no más para siempre," aunque hizo algunas apariciones como personaje invitado en la sexta*.
- Carlos Nieto (Anthony Ruivivar).

Temporadas: 1 a 6
Es el nuevo paramédico, novato y compañero de Doc. Inicialmente comienza junto con Doc y Jerry para aprender, pero después de que hieran a Jerry, queda como compañero de Doc. 
Estuvo viviendo con Davis.
- James Doherty, «Jimmy» (Eddie Cibrian).

Temporadas: 1 a 5
Es el bombero más galán y mujeriego. Tiene un hijo con Kim Zambrano pero están separados.
- Kimberley Zambrano, «Kim» (Kim Raver).

Temporada 1 a 6
Es la paramédico, la ex de Jimmy con el que tiene un hijo, Joey. Abandonará la serie al comienzo de la última temporada.
- Roberto Caffey, «Bobby» (Bobby Cannavale).

Es el paramédico serio, y está enamorado de Kim. Siempre preocupado por el bienestar de su madre y de su hermano, exconvicto y ex drogadicto tendrá un penoso final. Aparece únicamente en las dos primeras temporadas, tras las cuales el actor pidió que escribieran su retirada de la serie.
Temporada 1 a 2

### Reparto secundario
Los siguientes personajes están ordenados según la temporada en la que son introducidos.
| Actor                    | Personaje                                   | Temporadas como recurrente | Notas                                                         |
| ------------------------ | ------------------------------------------- | -------------------------- | ------------------------------------------------------------- |
| Derek Kelly              | FDNY Bombero Derek "DK" Kitson              | 1–6                        | Vida real FDNY bombero; esposo de Molly Price en la vida real |
| Bill Walsh               | FDNY Bombero/Teniente William "Billy" Walsh | 1–6                        | FDNY Bombero en la vida real                                  |
| Patti D'Arbanville       | Rose Boscorelli                             | 1–6                        | Madre de bosco                                                |
| Jeremy Bergman           | Charles "Charlie" Yokas                     | 1–4                        | La hija más joven de Faith y Fred                             |
| Lonette McKee            | Maggie Davis                                | 1–4                        | Madre de Ty                                                   |
| James Rebhorn            | NYPD Captain "Stick" Elchisak               | 1–3                        |                                                               |
| P.J. Morrison            | Emily Yokas                                 | 1–3                        | La primera actriz que interpretó el personaje                 |
| Kristopher Scott Fiedell | Joseph "Joey" Doherty                       | 1–3                        | Hijo de Kim y Jimmy                                           |
| Eva LaRue                | NYPD Oficial Brooke Doherty                 | 1–2                        | Segunda esposa de Jimmy                                       |
| Lisa Vidal               | Dr. Sarah Morales                           | 1–2                        | Esperando en el Mercy Hospital: Doc está interesado en ella   |
| Wendell Pierce           | NYPD Oficial Conrad "Candyman" Jones        | 1                          | Policía con una larga historia compartida con Davis           |
| Nick Chinlund            | NYPD Detective Tancredi                     | 1                          |                                                               |
| Ernest Mingione          | NYPD Teniente Kowalski                      | 1                          |                                                               |
| Jon Seda                 | Mateo "Matty" Caffey                        | 1-2                        | Hermano de Bobby                                              |
| Saundra McClain          | Nurse Mary Proctor                          | 2–6                        | Enfermera jefe en Mercy                                       |
| John Michael Bolger      | FDNY Teniente Johnson]]                     | 2–4                        |                                                               |
| Savannah Haske           | Tatiana Deschenko                           | 2–4                        | Esposa de Sully                                               |
| Nick Sandow              | FDNY Bombero Joseph "Joe" Lombardo III      | 2                          |                                                               |
| Carol Woods              | NYPD Teniente Rice                          | 2                          |                                                               |
| Anne Twomey              | Catherine Zambrano                          | 2                          | Madre de Kim                                                  |
| Joe Lisi                 | NYPD Teniente Robert "Bob" Swersky          | 3–6                        |                                                               |
| Sterling K. Brown        | NYPD Oficial Edward Dade                    | 3–5                        |                                                               |
| Charlie Day              | Michael "Mikey" Boscorelli                  | 3–5                        | Hermano de Bosco                                              |
| Brad Beyer               | NYPD Sargento Jason Christopher             | 2–3                        |                                                               |
| Charlie McWade           | NYPD Oficial Steven Gusler                  | 3                          | Nuevo policía bajo el entrenamiento de Yokas y Bosco          |
| Darien Sills-Evans       | Dr. Fields                                  | 4–6                        | Paciente en el Mercy                                          |
| James Remar              | NYPD Detective Madjanski                    | 4                          |                                                               |
| Yvonne Jung              | FDNY Paramédica Holly Levine                | 5–6                        | Carlos está interesado en ella                                |
| Joe Badalucco            | NYPD Detective "Jelly" Grimaldi             | 5–6                        | Compañero de Yokas cuando es ascendida a detective            |
| Charles Haid             | NYPD IAB Capitán Cathal "CT" Finney         | 6                          | Corrupto; padre de Brenan                                     |
| Manny Perez              | NYPD Oficial Manny Santiago                 | 6                          | Compañero de Cruz                                             |
| Aidan Quinn              | NYPD Teniente John Miller                   | 6                          | Compañeros en el que estará interesada Yokas                  |
| Jason Shaw               | FDNY Bombero Stu "Lotta Zs" Szczelaszczyk   | 6                          |                                                               |

### Estrellas invitadas notables
Algunas de los actores famosos invitados fueron: Susan Blackwell, Jack Klugman, Ossie Davis, Roy Scheider, Helen Mirren, Joseph Michael Cross, Mykelti Williamson, Rosie O'Donnell, Haylie Duff, Corbin Bleu, Henry Winkler, Lea Michele, Kate Jackson, Nicholas Turturro, Anson Mount, Eve, Gene Simmons, DMX, Method Man, Paul Michael Glaser, Wyclef Jean, Veronica Hamel, Ethan Suplee, Treach, Adam Beach, Mia Farrow, Tom Berenger, Sherry Stringfield, Chris Elliot, Jason Sehorn, Will Arnett, Ted Levine, Lev Gorn, Bruce Weitz y Ann-Margret.

## Crossover
Molly Price, Jason Wiles, Kim Raver y Amy Carlson aparecieron en un episodio doble de ER titulado Brothers and Sisters 8x19, mientras que Sherry Stringfield apareció en el correspondiente episodio de Third Watch titulado Unleasehd (3x20). Sin embargo ER es mencionado como parte de la cultura popular durante la segunda temporada en el episodio 2x04 Jimmy's Mountain.
Un episodio especial doble emitido el 18 de febrero de 2005 establece la conexión entre Third Watch y Medical Investigation.

## Equipo de directores y escritores

### Directores
| - Guy Norman Bee - Peter Ellis (5 episodios, 2002–2003) - Jesús Salvador Treviño (4 episodios, 2001–2002) - Vincent Misiano - Christopher Chulack (3 episodios, 1999–2004) - Charles Haid (3 episodios, 2000–2005) - Félix Enríquez Alcalá]] (3 episodios, 2003–2005) - Gloria Muzio (3 episodios, 2003–2005) - Skipp Sudduth (3 episodios, 2003–2005) - Edward Allen Bernero (3 episodios, 2004–2005) - Nelson McCormic (3 episodios, 2004–2005) - Chris Misiano (2 episodios, 1999–2000) | - Bryan Spicer (2 episodios, 1999–2000) - R.W. Goodwin (2 episodios, 1999) - Jace Alexander (2 episodios, 2000–2001) - Nick Gomez (2 episodios, 2000–2001) - Michael Fields (2 episodios, 2000) - Julie Hébert - Stephen Cragg (2 episodios, 2004–2005) - John E. Gallagher (2 episodios, 2004–2005) - Paul Michael Glaser (2 episodios, 2004–2005) - Rosemary Rodriguez - Matt Earl Beesley (2 episodios, 2004) - Brooke Kennedy |

### Escritores
| - Edward Allen Bernero (132 episodios, 1999–2005) - John Wells (132 episodios, 1999–2005) - Janine Sherman (13 episodios, 2000–2005) - Scott Williams (11 episodios, 2001–2004) - John Ridley (6 episodios, 1999–2001) - Charles Murray (5 episodios, 2003–2005) - Lance Gentile (4 episodios, 1999–2000) - Bonnie Mark (4 episodios, 2000–2001) - Angela Amato (4 episodios, 2003–2005) | - Terri Kopp (3 episodios, 1999–2000) - John Romano (3 episodios, 1999–2000) - Julie Hébert (2 episodios, 2000–2001) - Kyra Keene (2 episodios, 2000–2001) - Victor De Jesus (2 episodios, 2004) - Siobhan Byrne (episodios desconocidos) - Paul Golding (episodios desconocidos) - Brooke Kennedy (episodios desconocidos) - Jorge Zamacona |

## Información de emisiones y audiencias
Las seis temporadas de Third Watch fueron originalmente emitidas en la NBC en EE. UU..
| Temporada |                                                          | Estreno                  | Final               | Espectadores (en millones) | Puesto |
| --------- | -------------------------------------------------------- | ------------------------ | ------------------- | -------------------------- | ------ |
| 1         | Domingo 8:00 p. m. ET, lunes 10:00 p. m. ET              | 23 de septiembre de 1999 | 22 de mayo de 2000  | 11.179                     | –      |
| 2         | Lunes 10:00 p. m. ET                                     | 2 de octubre de 2000     | 21 de mayo de 2001  | 12.80                      | #46    |
| 3         | Lunes 9:00 p. m. ET                                      | 1 de octubre de 2001     | 13 de mayo de 2002  | 11.2                       | #38    |
| 4         | Lunes 9:00 p. m. ET                                      | 22 de septiembre de 2002 | 28 de abril de 2003 | 11.55                      | #36    |
| 5         | Lunes 10:00 p. m. ET (2003) Friday 10:00 p. m. ET (2004) | 29 de septiembre de 2003 | 7 de mayo de 2004   | 9.42                       | #62    |
| 6         | Viernes 9:00 p. m. ET                                    | 17 de septiembre de 2004 | 6 de mayo de 2005   | 9.22                       | #55    |

Third Watch fue emitida en, África, Europa, Latinoamérica, Asia, Oceanía y Europa del Este.

## Publicación en DVD
Warner Home Video ha publicado la temporada uno de Third Watch en DVD en las regiones 1, 2 y 4. La segunda temporada fue publicada en Región 1 el 1 de julio de 2009.
| Temporada | Episodios | Publicación | Publicación        | Publicación       |
| Temporada | Episodios | Región 1 | Región 2           | Región 4          |
| --------- | --------- | --- | ------------------ | ----------------- |
| 1         | 22        | 5 de febrero de 2008 | 22 de mayo de 2006 | 3 de mayo de 2006 |
| 1         | 22        | Third Watch: primera temporada completa contiene los 22 episodios de la primera temporada más detrás de las cámaras, escenas no emitidas y un gag reel. Aunque la primera temporada fue publicada en DVD relativamente más tarde en la Región 1 que en la 2 y 4, hay algunas prestaciones especiales que solo aparecen en la Región 1. |                    |                   |
| 2         | 22        | 7 de julio de 2009 | Próximamente       | Próximamente      |
| 2         | 22        | Third Watch: la segunda temporada completa contiene 22 episodios de la segunda temporada. Como prestación especial incluye un gag reel. |                    |                   |

## Recepción
La serie ganó el prestigioso Peabody por la tercera temporada 3x01 In the Own Words, en el que Michael Beach, Coby Bell, Amy Carlson, Eddie Cibrian, Kim Raver, Anthony Ruivivar, Skipp Sudduth, and Jason Wiles introdujeron vídeos de entrevistas de personas reales de NYPD y FDNY que respondieron a los ataques del 9/11 en el World Trade Center. Molly Price, regular en la serie, fue entrevistada en un segmento porque su marido en la vida real es miembro del equipo de bomberos FDNY y la estrella invitada Derek Kelly. 
Algunos de los exmiembros del reparto de la serie fueron nominados para premios por su trabajo en la serie. Entre ellos, Bobby Cannavale y Anthony Ruivivar fueron nominados para un ALMA por sus interpretaciones positivas de personajes latinos. Nia Long también ganó varios NAACP Image Awards por su interpretación de su personaje afrodescendiente Sasha Monroe. Otros miembros del reparto, incluyendo Michael Beach, Molly Price, y Tia Texada también fueron nominados para varios premios. La serie fue nominada para varios premios Emmy incluyendo el de Mejor coordinación de extras y Mejor edición de sonido en una serie, que ganó en el 2000.